# Mikele Barber
Mikele „Miki“ Barber (* 4. Oktober 1980 in Livingston) ist eine US-amerikanische Sprinterin.
Zu Beginn ihrer Karriere trat sie überwiegend im 400-Meter-Lauf in Erscheinung. Bei den Leichtathletik-Weltmeisterschaften der Junioren 1998 in Annecy gewann sie mit der US-amerikanischen 4-mal-400-Meter-Staffel in die Bronzemedaille, über 400 m belegte sie in 54,24 s den achten Platz.
Als Studentin der University of South Carolina nahm sie an zwei Universiaden teil. 1999 in Palma sicherte sie sich in 51,03 s den zweiten Platz über 400 m. 2001 in Peking holte sie in 51,93 s über dieselbe Distanz die Bronzemedaille und in der 4-mal-400-Meter-Staffel die Goldmedaille.
Später konzentrierte sie sich auf den 100-Meter-Lauf. Bei den Panamerikanischen Spielen 2007 in Rio de Janeiro gewann sie über diese Strecke in persönlicher Bestzeit von 11,02 s die Goldmedaille und mit der 4-mal-100-Meter-Staffel die Silbermedaille.
Ihren bisher größten Erfolg feierte sie bei den Leichtathletik-Weltmeisterschaften 2007 in Osaka. Gemeinsam mit Lauryn Williams, Allyson Felix und Torri Edwards holte sie in der 4-mal-100-Meter-Staffel die Goldmedaille für die Vereinigten Staaten.
Mikele Barber hat bei einer Körpergröße von 1,57 m ein Wettkampfgewicht von 52 kg. Sie ist die Zwillingsschwester von Me’Lisa Barber.

## Bestleistungen
Freiluft:
- 100 m: 11,02 s, 24. Juli 2007, Rio de Janeiro
- 200 m: 22,73 s, 23. Juni 2007, Indianapolis
- 400 m: 50,63 s, 13. Mai 2001, Columbia

Halle:
- 60 m: 7,14 s, 28. Februar 2010, Albuquerque
- 200 m: 23,06, 10. März 2000, Fayetteville
- 400 m: 51,92, 14. März 2003, Fayetteville